# 알레시오 피갈리
알레시오 피갈리(Alessio Figalli, 1984년 4월 2일 ~ )는 해석학 등을 연구한 이탈리아의 수학자이다.
피사 고등사범학교에서 공부하면서 2006년 피사 대학교에서 석사학위를 마쳤고, 이후 세드릭 빌라니의 지도로 2007년 리옹 고등사범학교에서 박사학위를 받았다. 2008년 프랑스에서 지원을 받아 에콜 폴리테니크의 교수가 되었으며 이후 텍사스 대학교 오스틴로 가서 정교수가 되었다가 2016년부터는 취리히 연방 공과대학교의 석좌교수직을 맡고 있다. 2018년 필즈상을 수상했다.